# Sphinctomyrmex occidentalis
Sphinctomyrmex occidentalis é uma espécie de formiga do gênero Sphinctomyrmex.